# Niland
Niland is een plaats Imperial County in Californië in de VS.

## Geografie
Niland bevindt zich op 33°14′19″Noord, 115°30′50″West. De totale oppervlakte bedraagt 1,1 km² (0,4 mijl²) wat allemaal land is.

## Demografie
Volgens de census van 2000 bedroeg de bevolkingsdichtheid 1076,4/km² (2813,3/mijl²) en bedroeg het totale bevolkingsaantal 1143 als volgt onderverdeeld naar etniciteit:
- 54,77% blanken
- 3,15% zwarten of Afrikaanse Amerikanen
- 2,01% inheemse Amerikanen
- 4,55% Aziaten
- 28,58% andere
- 7,44% twee of meer rassen
- 55,29% Spaans of Latino

Er waren 422 gezinnen en 281 families in Niland. De gemiddelde gezinsgrootte bedroeg 2,71.

## Plaatsen in de nabije omgeving
De onderstaande figuur toont nabijgelegen plaatsen in een straal van 48 km rond Niland.